# Ludwik Pociej (zm. 1771)

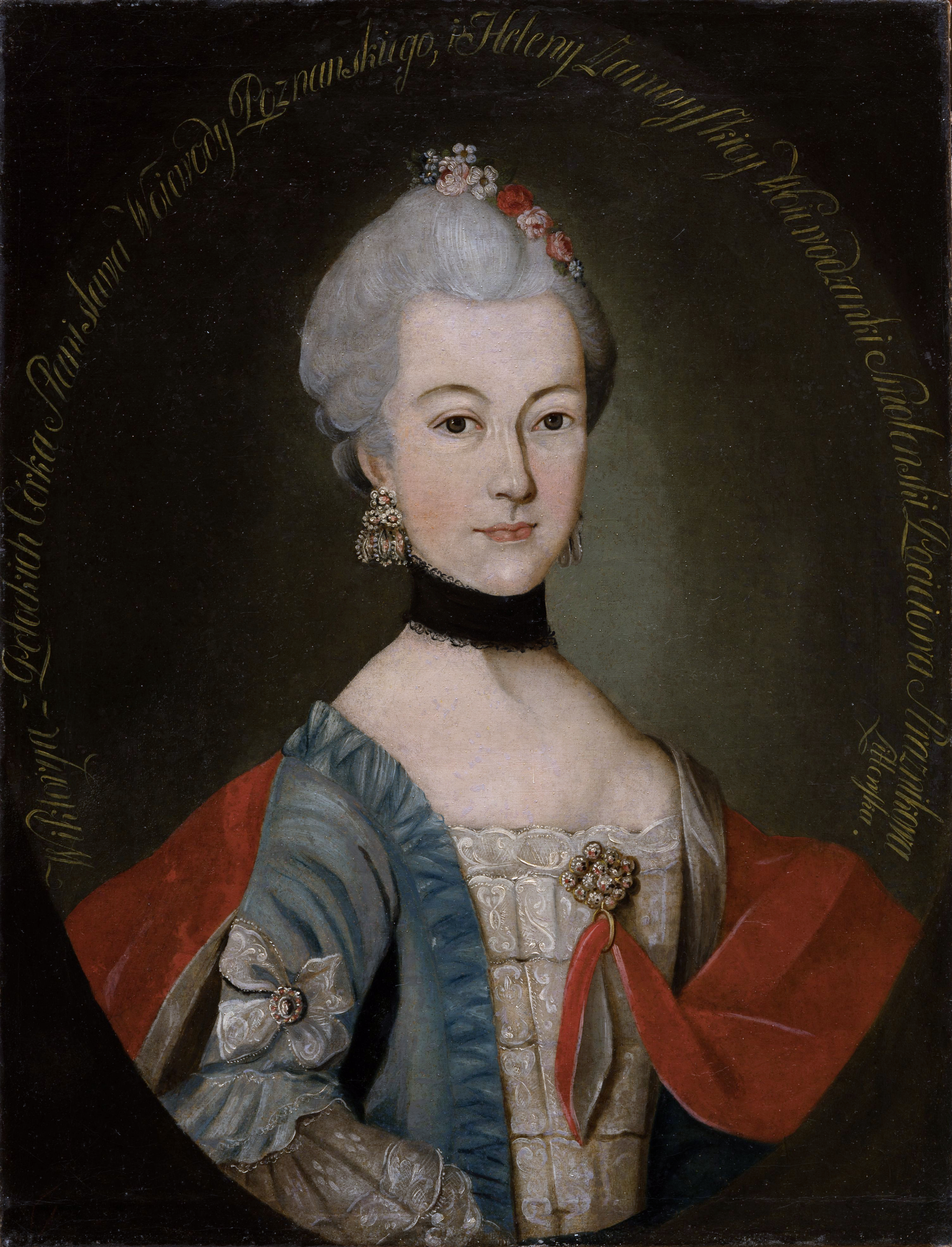
Żona Ludwika Pocieja: Wiktoria z Potockich.

Ludwik Pociej herbu Waga (ur. ok. 1726, zm. 1771) – strażnik wielki litewski 1748–1771, oboźny wielki litewski 1744–1748, starosta rohaczewski, żyżmorski i olkienicki, wójt Simna, dyrektor trockiego sejmiku deputackiego 1747 i 1750 roku.

## Życiorys
Poseł trocki na sejm 1744 roku. Poseł z powiatu kowieńskiego na sejm 1748 roku. Był posłem na sejm 1750 roku. Poseł z powiatu trockiego na sejm 1752 roku. Był posłem na sejm 1750 roku. Był posłem z powiatu rzeczyckiego na sejm 1754 roku. Poseł mścisławski na sejm 1756 roku. Poseł na sejm 1762 roku. Był posłem na sejm konwokacyjny (1764). Jako poseł województwa trockiego na sejm elekcyjny 1764 roku był elektorem Stanisława Augusta Poniatowskiego z województwa trockiego.
Był posłem konfederacji radomskiej do Katarzyny II w 1767 roku.
W 1757 odznaczony Orderem Orła Białego.
Pochowany w kaplicy grobowej Pociejów w  kościele dominikanów Św. Ducha w Wilnie.